# Rue Sédillot
La rue Sédillot est une voie du 7e arrondissement de Paris, en France.

## Situation et accès
La rue Sédillot est une voie publique située dans le 7e arrondissement de Paris. Elle débute place Edwige-Feuillère et se termine au 112, rue Saint-Dominique.
Le quartier est desservi par la ligne de métro 8 à la station École Militaire.

## Origine du nom

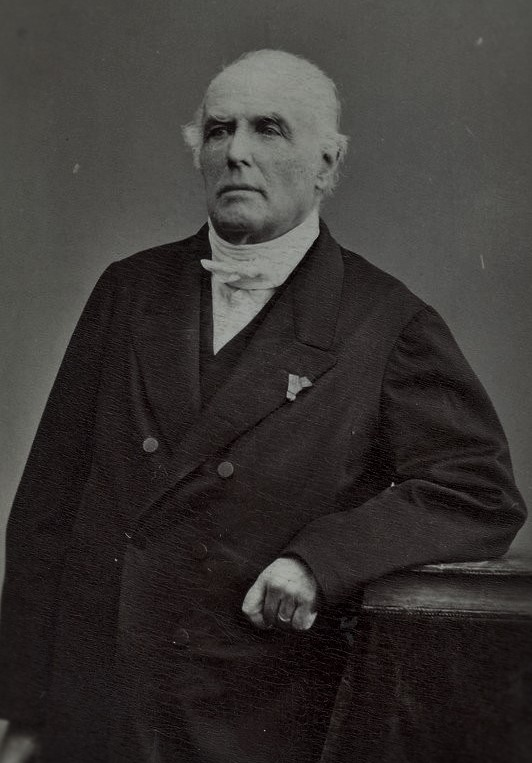
Charles-Emmanuel Sédillot.

Elle a été nommée en l'honneur du chirurgien Charles-Emmanuel Sédillot (1804-1883), qui s'est distingué au service des ambulances pendant la guerre franco-prussienne de 1870.

## Historique
Cette voie ouverte en 1896 sur l'emplacement de l'hôpital du Gros-Caillou prend sa dénomination actuelle par un arrêté du 10 juin 1897.
Le 10 juin 1943, le siège central du parti fasciste italien, rue Sédillot, est attaqué par un commando FTP-MOI commandé par Rino Della Negra. Une grenade est lancée par une fenêtre du premier étage, blessant légèrement un employé.

## Bâtiments remarquables et lieux de mémoire
- No 8 : « maison à loyer » (Édouard Jandelle-Ramier architecte)[2]

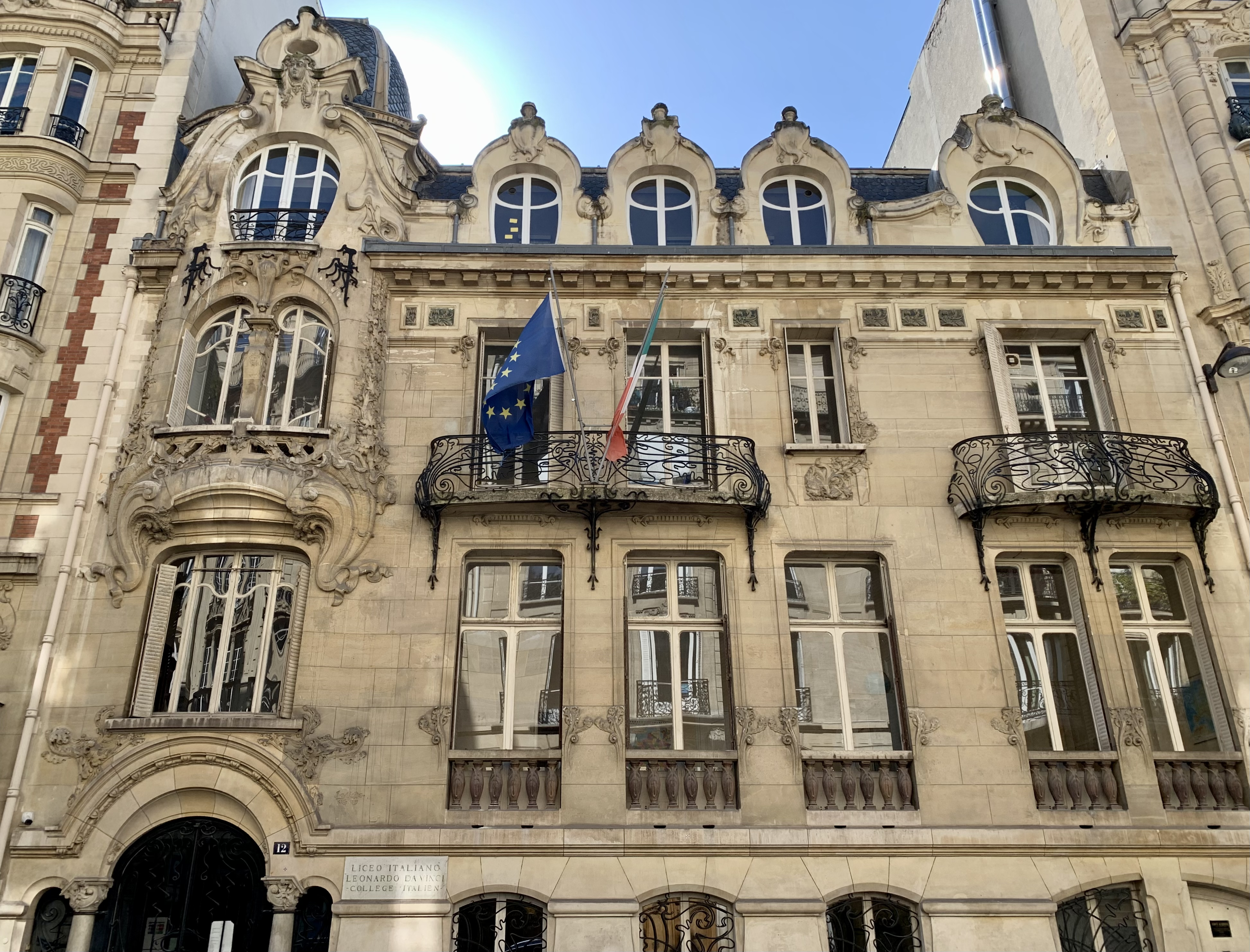
No 12 : façade Art nouveau.

- No 12 : hôtel particulier remarquable, autrefois appelé « hôtel Monttessuy ». De style Art nouveau, il est dessiné vers 1899 par l'architecte Jules Lavirotte sur un terrain appartenant à la comtesse de Monttessuy, veuve du diplomate Gustave de Monttessuy. Le céramiste est Alexandre Bigot. En 1923, l’hôtel est proposé à la vente, la mise à prix étant fixée à 500 000 francs[3]. Depuis 1949, il s'agit du bâtiment du lycée italien Leonardo-da-Vinci.